# Археологічний словник (Матюшин)
Археологічний словник — перший російськомовний словник з археології.
Автор — Г. М. Матюшин — вчений-археолог, доктор історичних наук, член-кореспондент Російської академії природничих наук, член Американського археологічного товариства, провідний науковий співробітник-консультант Інституту археології РАН. Відкрив і дослідив кілька найбільш ранніх стоянок людини на території Росії.
Словник ілюстрований, об'ємом 304 сторінки. Вперше виданий в 1996 році. Мова видання — російська.
Археологічний словник — це довідковий посібник для вивчення ранньої історії людства. Містить 665 статей, що розкривають основні проблеми, поняття і терміни археології.
Головна увага приділяється проблемам походження людини, становлення сучасної цивілізації, археології Росії, термінам по доісторії, тобто по тому періоду історії людства, який відомий переважно за археологічними даними. Терміни, пов'язані з періодом протоісторії, тобто з періодом, який висвітлюється також письмовими джерелами, вживаються менше, бо вони пояснюються в словниках та енциклопедіях історичного профілю.
Словник призначений для учнів, студентів, вчителів, всіх любителів історії та археології.